# Oboronprom
OPK Oboronprom (tiếng Nga: ОПК Оборонпром) là một công ty cổ phần hàng không vũ trụ của Nga. Công ty đầu tư vào lĩnh vực như sản xuất trực thăng, động cơ, hệ thống phòng không, hệ thống vô tuyến-điện tử phức hợp và cho vay. Tập đoàn sản xuất trực thăng của Oboronprom là công ty dẫn đầu Nga về thiết kế và sản xuất các thiết bị máy bay cánh quay.
Cơ cấu vốn của công ty như sau:
- 51.01% Nhà nước Nga.
- 31.13% Rosoboronexport.
- 15.07% Cộng hòa Tatarstan.
- 2.79% Rostvertol Plc.

Tiền góp vốn hoặc kiểm soát các thực thể sau:
- Các hệ thống phòng thủ (75%)
- Nhà máy Trực thăng Mil Moscow (36%), một phòng thiết kế.
- Kamov (49.46%), công ty trực thăng.
- Nhà máy Trực thăng Kazan (29.92%), (Oboronprom kiểm soát 21%) nhà máy lắp ráp Mi-8 'Hip'
- Nhà máy hàng không Ulan-Ude (75.09%), lắp ráp Mi-8 'Hip' và Mi-171
- Rostvertol (17.13%), lắp ráp Mi-24 'Hind', Mi-26 'Halo'
- Nhà máy chế tạo máy Vpered Moscow (38%)
- Oboronprom Helicopter Service Company (100%)
- Nhà máy sửa chữa máy bay Novosibirsk (50%)
- Nhà máy chế tạo máy Stupino (60%)
- Liên doanh Oboronprom Trung Đông (Jordan) (51%)
- R.E.T. Kronstadt (9.37%)

Các khu vực hoạt động chính của tập đoàn:
- Tham gia cơ cấu lại công nghiệp quốc phòng;
- Phát triển các quá trình hợp nhất trong khu vực;
- Sắp xếp hợp lý hóa sản xuất, tài chính và kinh tế trong hoạt động kinh doanh;
- Thu hút đầu tư nước ngoài cho các khu vực doanh nghiệp;
- Củng cố cổ phần trong các công ty công nghiệp quốc phòng.